# 益子拓己
益子 拓己（ますこ たくみ、2000年8月23日 - ）は、日本の男子プロバスケットボール選手である。ポジションはガード。B.LEAGUE2部の福島ファイヤーボンズ所属。

## 来歴
福岡県出身。
祐誠高校から拓大に進むと、3年次の関東大学選手権大会ではスリーポイント王を受賞。
2022年12月、京都ハンナリーズに特別指定選手登録。11試合に出場。
2023年8月、川崎ブレイブサンダースの練習に参加し、2024年2月2日、選手契約を締結。
2024年2月、3×3男子日本代表強化合宿メンバーに選ばれる。
2025年5月、福島ファイヤーボンズに移籍。